# Saltrum
Saltrum, även kallat saltkammare, är ett rum som invändigt är beklätt med salt. Saltrum är en modern ersättning för den salta miljön i en saltgruva och används för att behandla lungsjukdomar hos människor och djur. Förutom att rummet invändigt är beklätt med salt kan också en saltgenerator finnas. Den matar in mikroskopiskt finfördelad salt i rummet.
Behandlingsmetoden kallas haloterapi. Halos är det grekiska ordet för salt. Ordet saltrumsbehandling betyder samma sak som haloterapi. Behandlinsgmetoden räknas som alternativmedicin.